# Максимова, Валентина Владимировна
Валентина Владимировна Максимова (29 января 1921, Петроград — 6 февраля 1998, Санкт-Петербург) — советская оперная певица (колоратурное сопрано), педагог, народная артистка РСФСР (1962).

## Биография
Валентина Максимова родилась 29 января 1921 года в Петрограде. В 1949 году окончила Ленинградскую консерваторию (класс Т. А. Докукиной).
За концертную работу на фронте была награждена медалью «За боевые заслуги».
С 1949 года была солисткой Ленинградского театра оперы и балета. Её пение отличал блеск колоратуры, легкий, свободно льющийся голос, богатство звуковых красок.
Выступала как камерная певица, гастролировала за рубежом. Одна из лучших исполнительниц концерта для голоса с оркестром Р. М. Глиэра.
Преподавала в Ленинградской консерватории.
Умерла 6 февраля 1998 года, похоронена на Волковском православном кладбище.

## Награды и премии
- Орден Трудового Красного Знамени (7 марта 1960)[2].
- Медаль «За боевые заслуги».
- Народная артистка РСФСР (1962).
- Заслуженная артистка РСФСР (1957).
- Лауреат III Всемирного фестиваля молодежи и студентов в Берлине (1951).

## Роли в театре
- «Руслан и Людмила» Глинки — Людмила
- «Гугеноты» Джакомо Мейербер — Маргарита
- «Риголетто» Дж. Верди — Джильда
- «Травиата» Дж. Верди — Виолетта,
- «Лючия ди Ламмермур» Гаэтано Доницетти — Лючия;
- «Октябрь» Мурадели — Лена
- «Севильский цирюльник» Россини — Розина
- «Волшебная флейта» Моцарта — Царица ночи
- «Сказка о царе Салтане» Римского-Корсакова — Царевна-Лебедь
- «Иван Сусанин» Глинки — Антонида
- «Гуняди Ласло» Эркеля — Мария
- «Вертер» Массне — Софи
- «Девяносто третий год» Белова — Мать
- «Обручение в монастыре» Прокофьева — Луиза